# Vilim Matula
Vilim Matula (Vili Matula) (Zagreb, 5. ožujka 1962.) je hrvatski kazališni, televizijski i filmski glumac. Osim glumom sudjeluje u političkom radu kao aktivist te naknadno i član stranke Možemo. Na parlamentarnim izborima 2020. godine ulazi u Hrvatski Sabor osvojivši mandat u 2. Izbornoj Jedinici na listi Zeleno-lijeve koalicije na čijem je čelu stranka Možemo! Dužnost je vršio u prve dvije godine mandata kada zamrzava mandat, a na njegovo mjesto dolazi Jelena Miloš. 

## Filmografija

### Televizijske uloge
- "Smogovci" kao švercer oružja (1986.)
- "Putovanje u Vučjak" kao Ignjac Šantek (1986.)
- "Ptice nebeske" (1989.)
- "Rat i sjećanje" kao poručnik von John (1989.)
- "Dirigenti i mužikaši" kao svećenik (1990.)
- "Žutokljunac" kao redatelj Sergej (2005.)
- "Der Kroatien Krimi" kao Ivan Mladić (2017.)
- "Crno-bijeli svijet" kao Marjan (2018.)

### Filmske uloge
- "S.P.U.K." kao Ninđa (1983.)
- "Dvije karte za grad" kao Beli (1984.)
- "Vojnici" (1984.)
- "Wallenberg: A Hero's Story" kao narednik (1985.)
- "Nitko se neće smijati" kao student (1985.)
- "Čudesna šuma" kao slikar Paleta (glas) (1986.)
- "Dirty dozen: The deadly mission" kao Karl (1987.)
- "Krizantema" (1987.)
- "Na kraju puta" (1987.)
- "Olujna noć" (1987.)
- "Rosencratz i Guildenstern su mrtvi" kao Horatio (1990.)
- "Parizi -–Istra" (1991.)
- "Čaruga" kao žandar Sura (1991.)
- "Hod u tami" (1992.)
- "Dimnjačarska sinfonija" (1993.)
- "Vlak smrti" kao Sigi (1993.)
- "Schindlerova lista" kao istražitelj (1993.)
- "Svaki put kad se rastajemo" kao domar (1994.)
- "Noć za slušanje" (1995.)
- "Gornja granica" (1995.)
- "Sedma kronika" kao Antonije (1996.)
- "Puška za uspavljivanje" kao Vlado (1997.)
- "Bogorodica" kao specijalac (1999.)
- "Pomor tuljana" kao Ljudevit (2000.)
- "Je li jasno, prijatelju?" kao Maler (2000.)
- "Infekcija" kao Karlo (2003.)
- "Duga mračna noć" kao Ressler (2004.)
- "100 minuta Slave" kao Rapački (2004.)
- "Zvonar katedrale" (2005.)
- "Sedam neodgovorenih poziva" kao Vilmin muž (2007.)
- "Pusti me da spavam" kao prologist (2007.)
- "Fuori dalle corde" kao Goran (2007.)
- "Reciklus" kao stariji bolničar (2008.)
- "Max Schmeling" (2010.)
- "Šuma summarum" kao Branko (2010.)
- "Bella Biondina" kao Nijemac (2011.)
- "Korak po korak" kao humanitarac (2011.)
- "Dnevnik Diane Budisavljević" kao narednik Hecker (2019.)

### Sinkronizacija
- "Rakuni" kao Bero Rakun (1985.)
- "Dinotopia" (2002.)
- "Dinotopia 2" (2002.)
- "Dinotopia 3" (2002.)
- "Potraga za Nemom" kao Kompa (2003.)
- "Auti 3" kao Sterling (2017.)

## Politika

### Mladost
Matula je bio uključen u politiku u različitim oblicima djelovanja još od kasnih tinejdžerskih godina. Bio je član Saveza komunista Hrvatske, kao i delegat u 11. i posljednjem kongresu Centralnog komiteta Saveza komunista Hrvatske, koji je rezultirao prvim demokratskim izborima 1989. godine u Socijalističkoj republici Hrvatskoj, tadašnjoj članici SFR Jugoslavije.

### Odraslo doba
Matula je otad bio članom nekoliko građanskih inicijativa, brojnih prosvjeda te uvijek aktivan u borbi protiv gentrifikacije i otimanja javnih prostora u Zagrebu, tu uključujući i članstvo u lokalnoj verziji pokreta Pravo na grad, zvanom PravoNaGRAD. Potpisnik je Deklaracije o zajedničkom jeziku, u kojoj se tvrdi da se u Hrvatskoj, Bosni i Hercegovini, Srbiji i Crnoj Gori govore nacionalne standardne varijante zajedničkog policentričnog standardnog jezika. Također, bio je glasan kritičar strukturalnih problema u društvu poput korupcije te neo-fašizma. Jedan je od osnivača Sindikata glumaca, kojemu je također bio i predsjednik.
Matula je član koordinacije Zagreb je NAŠ, progresivne građanske platforme koja se deklarira kao zeleno-municipalistička stranka. Na lokalnim izborima u Zagrebu 2017. Matula je kao kandidat stranke ušao u vijeće gradske četvrti Donji grad u središnjem Zagrebu kao potpredsjednik vijeća. Njegova izvješća prijavljuju manipulativno i koruptivno ponašanje gradskih vlasti, kao i suzbijanje djelovanja samog vijeća gradske četvrti. U 2019. Matula je bio jedan od osnivača građanske platforme Možemo! koja je formirala zeleno-lijevu koaliciju za parlamentarne izbore 2020. na kojima je on jedan od kandidata.

### Prozivanje pristaša desnice
S obzirom na to da je Matula politički aktivan kao glumac, sindikalist i aktivist, poznata je njegova podrška centralno-lijevim i zelenim politikama, tu uključujući građanska i LGBT prava, a zbog toga ga periodički proziva portal Narod.hr. Konzervativni portal i medij Vecernji.hr pak proziva Matulu zbog njegovog protivljenja ideji da profašistički činovnik iz vremena 2. svjetskog rata, Enver Čolaković, dobije vlastitu ulicu u Zagrebu.

## Vanjske poveznice
- Vili Matula u internetskoj bazi filmova IMDb-u (engl.)